# Кельчевский, Анатолий Киприанович

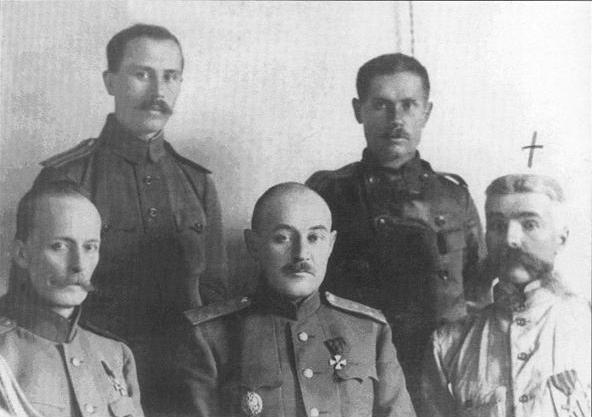
Генералитет Донской армии, февраль 1919 года. В первом ряду (слева направо): начальник штаба армии генерал-лейтенант А. К. Кельчевский, командующий армией генерал-лейтенант В. И. Сидорин и командир 4-го Донского корпуса генерал-лейтенант К. К. Мамантов.
Во втором ряду: А. И. Кислов, В. В. Добрынин.

Анато́лий Киприа́нович Кельчевский (Келчевский) (1869—1923) — военачальник русской Императорской армии и Донской армии Всевеликого Войска Донского, генерал-лейтенант (1917).

## Биография
Родился 19 (31) января 1869 года.
Из дворян фольварка Шароевщина Бобруйского уезда Минской губернии. Окончил Псковский кадетский корпус (1889); затем учился во 2-м Константиновском училище (1891) и Николаевской академии Генштаба (1900).
- Выпущен в 28-ю артиллерийскую бригаду в 1900 году.
- С 23 января 1902 года — старший адъютант военной канцелярии начальника Амударьинского отдела.
- С 27 января 1903 года — обер-офицер для поручений при штабе II Туркестанскоro АК, с 28 июля 1904 года — старший адъютант штаба Виленского военного округа.
- С 17 января 1909 года — штаб-офицер, заведующий обучающимися в Николаевской военной академии офицерами, с июня 1914 года — экстраординарный профессор.

С началом первой мировой войны назначен командиром 6-го Финляндского стрелкового полка, за руководство которым в боях в мае 1915 года у деревни Позберец награждён орденом Св. Георгия 4-й степени. Активный участник боевых действий в Карпатах. Затем исполнял должность генерала для поручений при штабе 9-й армии.
- С 2 ноября 1915 года — генерал-квартирмейстер штаба 9-й армии.
- С 15 апреля 1917 года — начальник штаба 9-й армии.

После выступления генерала Л. Г. Корнилова, как лояльный А. Ф. Керенскому генерал, 9 сентября 1917 года произведён в генерал-лейтенанты и назначен командующим 9-й армией. Отрицательно отнёсся к Октябрьской революции.
С января 1918 года — инспектор по формированию добровольческих частей на бывшем Румынском фронте.
Весной 1918 года вступил в Добровольческую армию, с мая 1918 — начальник штаба Царицынского фронта, был начальником штаба группы генерала К. К. Мамонтова во время его знаменитого рейда.
15 февраля 1919 года — 27 марта 1920 года — начальник штаба Донской армии.
В 1920 году — военный и морской министр Южно-Русского правительства.
В Русской армии генерала П. Н. Врангеля — начальник штаба Донского корпуса. После катастрофической для казаков Новороссийской эвакуации корпус расположился в Евпатории.
Мемуарист писал: "Знаете, того… у вас, говорят, газета левая, — робко высказал он [комендант Евпатории генерал Ларионов] свою мысль начальнику штаба ген. — лейт. Кельчевскому.
Ах, знаете ли, мы все здесь левые! — полушутя, полусерьезно ответил ему Кельчевский. — Такие уж мы есть, что с нами поделаешь."
18 апреля 1920 года вместе с генералом В. И. Сидориным снят с поста и отдан генералом Врангелем под суд за сепаратистские «казачьи» устремления; приговорён к 4 годам каторжных работ, лишению чинов, орденов и дворянства. По ходатайству Донского атамана Врангель заменил приговор «увольнением со службы в дисциплинарном порядке без мундира». В мае 1920 года был выслан за границу.
Жил в Берлине, где присоединился к группе офицеров Генштаба — сменовеховцам; в 1922 году сменил генерала М. И. Тимонова на посту редактора военно-научного журнала «Война и мир».
Умер 1 апреля 1923 года в Берлине от разрыва сердца в возрасте 54 лет. Похоронен на православном кладбище Тегель в седьмом ряду четвёртого квартала.

## Мнения и оценки современников
Атаман Донского войска генерал А. П. Богаевский в своих дневниках пишет:

Его <командующего Донской армией В. И. Сидорина> дополнение наштармдон и друг Анатолий Киприан[ович] Кельчевский, умный и хитрый; талантливый профессор Воен[ной] Академии; прекрасный работник, но нервный и вспыльчивый. Обоих не любят в Армии, хотя есть и поклонники.

Начальник штаба ВСЮР П. С. Махров в своих мемуарах оставил такие впечатления о Келчевском:

Я знал Келчевского хорошо по его доблестной службе во время войны 1914—1917 гг. Как начальник штаба Сидорина, он был незаменим. Он отлично знал цену Донской армии, которая значительно уступала добровольцам, и делал все от него зависящее, чтобы поднять дух казачества в эти печальные дни развала.
Келчевский был одним из образованнейших офицеров Генерального штаба, человеком умным, справедливым, тактичным и добродушным, но иногда мог неожиданно горячо вспылить. Недостатком его было то, что он любил выпить, хотя ума никогда не пропивал.

Начальник штаба Донской армии И. А. Поляков оставил в своих воспоминаниях такие строки о Келчевском:

Военная академия, где генерал Келчевский пользовался общей любовью всего переменного состава, как отличный лектор и как человек, подкупавший всех простотой своего обращения, а затем долгие годы совместного пребывания в штабе IX армии — сблизили нас, и в его лице я видел не только начальника, но, несмотря на разницу лет и положения, доброго, близкого, отзывчивого своего друга.

## Награды
- орден Святого Станислава 3-й степени (1903 год)
- орден Святой Анны 3-й степени (1906 год)
- орден Святого Станислава 2-й степени (6 декабря 1911)
- орден Святой Анны 2-й степани (6 декабря 1913)
- орден Святого Владимира 4-й степени с мечами и бантом (5 марта 1915)
- орден Святого Владимира 3-й степени с мечами (6 июля 1915)
- орден Святого Георгия 4-й степени (1 сентября 1915)
- Георгиевское оружие (ВП 10.12.1915).

## Сочинения
- [militera.lib.ru/science/kelchevsky_ak01/index.html Думенко и Буденный. Роль, значение и тактические приемы конницы в русской гражданской войне] — Константинополь, 1920. — 16 с. — Издание автора.

## Семья
- Брат - Кельчевский, Владимир Киприанович (1867- 21.08.1931, Полковник, скончался от порока сердца  похоронен г. Панчева Югославия
- Супруга — Александра Николаевна (23.10.1877-23.10.1924). Имели трое детей, в том числе:
  - сын — Кельчевский Георгий (Юрий) Анатольевич (1918—1983), инженер, похоронен в Праге на Ольшанском кладбище.